# 奥特曼格斗进化3
《奥特曼格斗进化3》是奥特曼格斗进化系列的第三部游戏，游戏平台为PlayStation 2。
这也是第一个包含了从昭和到平成年间出场的所有奥特曼和奥特怪兽的奥特曼格斗进化系列，而且还加入了爱迪·奥特曼。

## 游戏中出场的奥特曼角色
- 宇宙英雄初代·奥特曼
- 佐菲1
- 赛文·奥特曼
- 归来的奥特曼
- 艾斯·奥特曼
- 泰罗·奥特曼
- 雷欧·奥特曼
- 阿斯特拉1
- 爱迪·奥特曼1
- 迪迦·奥特曼
- 戴拿·奥特曼
- 盖亚·奥特曼2
- 阿古茹·奥特曼1
- 高斯·奥特曼
- 杰斯提斯·奥特曼1
- 雷杰多·奥特曼34

1. ^  奥特曼、怪兽、宇宙人可以在游戏中解锁获得。
2. ^  盖亚·奥特曼的V2形态和至高形态可以在游戏中解锁。
3. ^  雷杰多·奥特曼可以解锁但不能保存在记忆卡里。